# Hogna
Hogna är ett släkte av spindlar. Hogna ingår i familjen vargspindlar.

## Dottertaxa tillHogna, i alfabetisk ordning[1]
- Hogna adjacens
- Hogna agadira
- Hogna albemarlensis
- Hogna alexandria
- Hogna alticeps
- Hogna ammophila
- Hogna andreinii
- Hogna angusta
- Hogna annexa
- Hogna antelucana
- Hogna antiguiana
- Hogna archaeologica
- Hogna aspersa
- Hogna atramentata
- Hogna auricoma
- Hogna badia
- Hogna balearica
- Hogna baliana
- Hogna baltimoriana
- Hogna bellatrix
- Hogna beniana
- Hogna bergsoei
- Hogna bhougavia
- Hogna bicoloripes
- Hogna bimaculata
- Hogna birabenae
- Hogna biscoitoi
- Hogna bivittata
- Hogna bonifacioi
- Hogna bottegoi
- Hogna bowonglangi
- Hogna brevitarsis
- Hogna brunnea
- Hogna bruta
- Hogna burti
- Hogna canariana
- Hogna carolinensis
- Hogna chickeringi
- Hogna cinica
- Hogna coloradensis
- Hogna colosii
- Hogna commota
- Hogna constricta
- Hogna cosquin
- Hogna crispipes
- Hogna dauana
- Hogna defucata
- Hogna denisi
- Hogna deweti
- Hogna diyari
- Hogna duala
- Hogna efformata
- Hogna electa
- Hogna enecens
- Hogna ericeticola
- Hogna estrix
- Hogna etoshana
- Hogna exsiccatella
- Hogna felina
- Hogna ferocella
- Hogna ferox
- Hogna filicum
- Hogna flava
- Hogna forsteri
- Hogna fraissei
- Hogna frondicola
- Hogna furva
- Hogna furvescens
- Hogna gabonensis
- Hogna galapagoensis
- Hogna graeca
- Hogna gratiosa
- Hogna gumia
- Hogna guttatula
- Hogna hawaiiensis
- Hogna heeri
- Hogna helluo
- Hogna hereroana
- Hogna hibernalis
- Hogna hickmani
- Hogna himalayensis
- Hogna hippasimorpha
- Hogna hispanica
- Hogna idonea
- Hogna immansueta
- Hogna indefinida
- Hogna inexorabilis
- Hogna infulata
- Hogna ingens
- Hogna inhambania
- Hogna inominata
- Hogna inops
- Hogna insulana
- Hogna insularum
- Hogna interrita
- Hogna irascibilis
- Hogna irumua
- Hogna jiafui
- Hogna juanensis
- Hogna kabwea
- Hogna kankunda
- Hogna karschi
- Hogna kuyani
- Hogna labrea
- Hogna lacertosa
- Hogna lambarenensis
- Hogna landanae
- Hogna landanella
- Hogna lawrencei
- Hogna lenta
- Hogna leprieuri
- Hogna leucocephala
- Hogna levis
- Hogna liberiaca
- Hogna ligata
- Hogna likelikeae
- Hogna litigiosa
- Hogna longitarsis
- Hogna luederitzi
- Hogna lufirana
- Hogna lupina
- Hogna maasi
- Hogna mabwensis
- Hogna maderiana
- Hogna magnosepta
- Hogna maheana
- Hogna manicola
- Hogna maroccana
- Hogna maruana
- Hogna massaiensis
- Hogna massauana
- Hogna maurusia
- Hogna medellina
- Hogna medica
- Hogna miami
- Hogna migdilybs
- Hogna morosina
- Hogna munoiensis
- Hogna nairobia
- Hogna nefasta
- Hogna nervosa
- Hogna nigerrima
- Hogna nigrichelis
- Hogna nigrosecta
- Hogna nimia
- Hogna nonannulata
- Hogna nychthemera
- Hogna oaxacana
- Hogna ocellata
- Hogna ocyalina
- Hogna optabilis
- Hogna ornata
- Hogna osceola
- Hogna otaviensis
- Hogna pardalina
- Hogna parvagenitalia
- Hogna patens
- Hogna patricki
- Hogna pauciguttata
- Hogna permunda
- Hogna persimilis
- Hogna perspicua
- Hogna petersi
- Hogna petiti
- Hogna placata
- Hogna planithoracis
- Hogna posticata
- Hogna principum
- Hogna propria
- Hogna proterva
- Hogna pseudoceratiola
- Hogna pseudoradiata
- Hogna pulchella
- Hogna pulla
- Hogna pulloides
- Hogna radiata
- Hogna raffrayi
- Hogna reducta
- Hogna reimoseri
- Hogna rizali
- Hogna rubetra
- Hogna rubromandibulata
- Hogna ruricolaris
- Hogna sanctithomasi
- Hogna sanctivincentii
- Hogna sanisabel
- Hogna sansibarensis
- Hogna schmitzi
- Hogna schreineri
- Hogna schultzei
- Hogna senilis
- Hogna simoni
- Hogna sinaia
- Hogna spenceri
- Hogna sternalis
- Hogna stictopyga
- Hogna straeleni
- Hogna subaustralis
- Hogna subligata
- Hogna subrufa
- Hogna subtilis
- Hogna suprenans
- Hogna swakopmundensis
- Hogna tantilla
- Hogna ternetzi
- Hogna teteana
- Hogna thetis
- Hogna tigana
- Hogna timuqua
- Hogna tivior
- Hogna tlaxcalana
- Hogna transvaalica
- Hogna travassosi
- Hogna truculenta
- Hogna trunca
- Hogna unicolor
- Hogna vachoni
- Hogna wallacei
- Hogna variolosa
- Hogna watsoni
- Hogna ventrilineata
- Hogna willeyi
- Hogna volxemi
- Hogna vulpina
- Hogna yauliensis
- Hogna zorodes
- Hogna zuluana